# Hampshire
Hampshire [ˈhæmpʃə] ist eine Grafschaft an der Südküste Englands. Der Verwaltungssitz ist Winchester. Die Städte Southampton und Portsmouth wurden als eigene Verwaltungseinheit (Unitary Authority) 1997 abgetrennt, gehören aber in zeremonieller Hinsicht noch zu Hampshire. Andere Städte der Grafschaft sind Basingstoke, Andover, Aldershot, Winchester und Farnborough.
Aldershot, Portsmouth und Farnborough sind Garnisonen der britischen Armee, der Royal Navy und der Royal Air Force.

## Geschichte
Die Grafschaft wurde bis zum 1. April 1959 „Southamptonshire“ (auch County of Southampton) genannt und erscheint unter diesem Namen in einigen Karten aus der viktorianischen Zeit. Die Kurzform der Grafschaft ist Hants. Dieser alte Name taucht auch als Ort der Einschiffung vieler Emigranten nach Ellis Island, New York auf. Er ist im Commonwealth Instrument of Government von 1653 aufgezeichnet, der von Oliver Cromwell übernommen wurde, als er 1654 das Amt des Lordprotektors übernahm.
Winchester, der Verwaltungssitz, ist eine historische Stadt, die einst die Hauptstadt des alten Königreiches Wessex war. Southampton und Portsmouth sind größere Häfen. Ein internationaler Flughafen befindet sich zwischen Southampton und Eastleigh. Hampshire ist eine beliebte Feriengegend, die sich durch zahlreiche Touristenattraktionen wie die Küstenbäder, die Hafengegend von Portsmouth und das Fahrzeugmuseum in Beaulieu auszeichnet. Neben dem New Forest befindet sich in den Grenzen Hampshires auch ein großer Teil der South Downs, beide Gebiete sind Nationalparks.
Die Isle of Wight auf der anderen Seite des Solent war bis 1974 Teil von Hampshire, bildet allerdings seitdem eine eigene Grafschaft. Zur gleichen Zeit wurde Bournemouth an Dorset abgetreten.
In Hampshire wohnen etwa 1,3 Millionen Menschen (Stand 2014). Mitsamt Portsmouth und Southampton sind es um 1,75 Millionen.

## Städte in Hampshire
- Aldershot, Alresford, Alton, Andover, Ansty
- Barton on Sea, Basingstoke, Beaulieu, Bishop’s Waltham, Bordon, Brockenhurst
- Dibden Purlieu
- Eastleigh, Easton, Emsworth, Exton
- Fareham, Farnborough, Fyfield
- Gosport
- Havant, Hayling Island, Highcliffe, Hurstbourne Tarrant
- Langley, Lymington
- Milford on Sea
- Newbridge, New Milton
- Odiham
- Petersfield
- Portsmouth
- Ringwood, Romsey
- Southampton, Southsea
- Wickham, Winchester
- Yateley

## Politik

### Stadtrat
- Greens: 1
- Labour: 3
- LibDem: 19
- Cons.: 50
- Unabh.: 4
- Sonst.: 1

Nächste Wahl: noch nicht sicher/bestätigt

Sonstige = Whitehill & Bordon Community Party

## Sehenswürdigkeiten
- Beaulieu Abbey, Beaulieu Palace House und das National Motor Museum
- Bramshill House
- Breamore House, Herrenhaus aus dem 16. Jahrhundert zwischen Salisbury und Fordingbridge
- Buckler’s Hard
- Calleva Atrebatum bei Silchester
- Calshot Castle
- Charles Dickens’ Birthplace Museum in Portsmouth; das Haus, in dem der Schriftsteller Charles Dickens geboren wurde
- Chawton House, letzter Wohnort von Jane Austen
- Flowerdown Disc Barrow bei Littleton
- River Avon
- Hamble (Fluss)
- Highclere Castle
- Victory
- Mottisfont Abbey
- Netley Abbey
- New Forest Museum
- Oakhurst Cottage
- Odiham Castle
- Portchester Castle
- Portsmouth Cathedral (anglikanisch)
- Portsmouth Cathedral (römisch-katholisch)
- South Downs Way, ein Wanderweg
- Southsea Castle
- Spinnaker Tower
- The Vyne
- Warblington Castle
- Whitefield Moor
- Wolvesey Castle